# Tratamiento del cáncer de próstata
El tratamiento del cáncer de próstata, como la gran mayoría de los tratamientos para el cáncer, incluye cirugía, radioterapia y quimioterapia, bloqueo hormonal androgénico y criocirugía. Se rige por la información científica disponible que se adapta al sistema sanitario y a los recursos económicos de cada región o país.
El tratamiento del cáncer de próstata es sumamente individualizado y deben considerarse diversos factores, entre ellos: (1) la edad y la expectativa de vida, (2) las preferencias del paciente con respecto a los efectos secundarios asociados a cada tratamiento, (3) cualquier enfermedad grave que padezca el paciente, (4) el estado y el grado del cáncer, y (5) la probabilidad de que cada tipo de tratamiento sea curativo.
Debido a que el cáncer de próstata puede ser tratado por distintas especialidades, sobre todo urología y oncología radioterápica, cada especialista tenderá a informar al paciente que su forma de tratamiento es la mejor opción.
El cáncer de próstata es muy distinto a otros tipos de cáncer, ya que por lo menos en el 70% de los casos no se necesita tratamiento.[cita requerida] Sin embargo, en la actualidad no hay manera de saber en qué pacientes se desarrollará la enfermedad de una manera más agresiva que haga necesario tratarla.

## Conducta expectante
Si el cáncer no provoca ningún síntoma, crece muy lentamente y es muy pequeño, confinado en una pequeña área de la próstata, puede recomendarse mantener una conducta expectante. En determinadas circunstancias esta puede ser la mejor opción. Este tipo de tratamiento se reserva generalmente a hombres mayores de 80 y 90 años.
Debido a que el cáncer de próstata a menudo crece muy despacio, si el paciente es mayor o padece otras enfermedades graves, no es necesario tratar el cáncer de próstata. Algunos hombres eligen esperar y ver, porque no quieren padecer los efectos secundarios de los tratamientos agresivos y prefieren quedarse como están. 
Mantener una conducta expectante no significa que el paciente no vaya a recibir ningún cuidado médico o seguimiento. El cáncer va a ser observado y monitorizado. Normalmente se realizan determinaciones del PSA en sangre y tacto rectal cada seis meses, posiblemente con biopsia guiada por ecografía transrectal anualmente. Si el paciente desarrollara cualquier síntoma o el cáncer creciera más rápidamente, se tiene que considerar pasar a un tratamiento activo.
Actualmente se está desarrollando un gran estudio patrocinado por el National Cancer Institute y el Veterans Affairs Cooperative Studies Program para aclarar cómo el tratamiento activo afecta a la supervivencia y a la calidad de vida de los pacientes con cáncer de próstata en diferentes edades, llamado PIVOT (Prostatic Intervention Versus Observation Trial)

## Cirugía
La prostatectomía radical es la cirugía que se realiza con la intención de curar el cáncer de próstata en varones menores de 70 años. Se aplica más a menudo cuando el cáncer no ha sobrepasado los límites de la glándula prostática (estadios T1 o T2). En esta operación, el urólogo trata de curar extirpando la glándula prostática más los tejidos de alrededor. Hay dos tipos principales de prostatectomía radical:

### Prostatectomía radical retropúbica
Esta es la amputación realizada por la mayoría de los cirujanos urólogos. Precisa de anestesia general o anestesia epidural o espinal. El urólogo hace una incisión en la parte baja del abdomen, desde el ombligo hasta el hueso púbico (laparatomía media suprapúbica o infraumbilical). Algunos urólogos extirpan al mismo tiempo algunos ganglios linfáticos de alrededor de la próstata (muestreo ganglionar). Si algunos ganglios estuvieran afectados por células cancerosas, significaría que el cáncer ha sobrepasado la próstata y no se continuaría la operación porque esta no sería curativa. Otros urólogos solo extirpan la glándula prostática pero no la exéresis de los ganglios linfáticos. Esta decisión depende del nivel del PSA y de la puntuación Gleason. Si estos parámetros fueran elevados, hay que extirpar los ganglios linfáticos que rodean a la próstata. El urólogo también debe prestar atención a dos finas “bandeletas” de nervios que rodean por delante a la próstata. Estos nervios controlan la erección. Si se extirparan, el paciente quedaría impotente, y para obtener erecciones requeriría tratamiento adicional. Si no se extirpan, se pueden lograr erecciones espontáneas. Si se extirpa un solo nervio, se tiene la probabilidad de mantener la potencia sexual, pero es menor que si se conservaran las dos bandeletas. Si el paciente no presenta disfunción eréctil antes de la cirugía, el urólogo trata de no seccionar estos nervios. Pero si el cáncer se ha extendido a estos nervios, el cirujano tiende a extirparlos todos.

### Prostatectomía radical perineal
En esta operación, el urólogo hace una incisión en el periné. Este procedimiento se realiza con menos frecuencia, porque los nervios de la erección no pueden identificarse fácilmente ni pueden extirparse los ganglios linfáticos. Pero es una operación de corta duración, con menor pérdida de sangre, y permite practicar con más facilidad la anastomosis vesicouretral, que puede ser apropiada si el paciente no desea mantener la potencia sexual o no se requiere la extirpación de ganglios linfáticos. También se realiza si existen otras enfermedades que dificultarían el efectuar una cirugía retropúbica. La cirugía por vía perineal puede ser tan curativa como la cirugía retropúbica si se efectúa correctamente. 
Esta operación dura de una hora y media a cuatro horas. La prostatectomía perineal dura menos tiempo que la retropúbica. Después de la cirugía, el paciente estará ingresado en el hospital unos 3 días y probablemente reanudará su actividad laboral entre 3 y 5 semanas después. Es recomendable que el paciente done su propia sangre antes de la cirugía por si hiciera falta durante la operación. En el postoperatorio, el paciente ha de llevar una sonda urinaria o vesical (un catéter o tubo que se introduce a través de la uretra del pene hasta la vejiga urinaria para vaciarla). La sonda deberá llevarla entre 10 y 20 días. Cuando el paciente pueda orinar por su cuenta, se la retirará.

### Resección transuretral de la próstata (RTU)
Esta operación es paliativa (es decir, sirve para calmar síntomas, no para curar). El urólogo extirpa parte de la próstata que se encuentra alrededor de la uretra si el paciente presenta síndrome miccional severo y no es candidato a una cirugía curativa. La RTU se usa muy a menudo para tratar la HBP (hiperplasia benigna de próstata). En esta operación no es preciso hacer una incisión en la piel. Se introduce un instrumento llamado resectoscopio, a través de la punta del pene, dentro de la uretra hasta llegar al nivel de la próstata. Una vez allí, la electricidad que pasa por un arco metálico, corta y quema los tejidos. Se necesita anestesia general o espinal. Esta operación dura normalmente alrededor de una hora. Después de la cirugía, es preciso portar una sonda vesical durante unos tres a siete días hasta que cicatrice la próstata. El paciente estará ingresado en el hospital de tres a cinco días y podrá volver al trabajo en una o dos semanas. Probablemente habrá un sangrado en la orina (hematuria) después de la cirugía, que suele resolverse espontáneamente. Otros riesgos son la infección, la impotencia y los riesgos asociados al tipo de anestesia usado.

### Prostatectomía radical laparoscópica asistida por robot (Da Vinci)
Desde 1999 se ha ido generalizando el uso del robot quirúrgico Da Vinci en el tratamiento del cáncer de próstata. Este robot permite el acceso vía laparoscópica (a través de 5 o 6 pequeñas incisiones, menores de 1 cm) con una precisión que reduce en gran medida las complicaciones de este tipo de cirugía, como son la incontinencia urinaria y la impotencia, también ofrece otras ventajas como un menor sangrado, menor dolor, una estancia hospitalaria más corta y una recuperación más rápida. Actualmente hasta diciembre de 2017 se contabilizan en el mundo alrededor de 4409 sistemas Da Vinci, siendo Estados Unidos el país con más equipos disponibles, con un total de 2,862. En Latinoamérica se cuenta con 120 aproximadamente y en México se contabilizan alrededor de 11 sistemas, con sedes en la CDMX, Guadalajara, Monterrey y Tijuana, habiéndose realizado más de 100.000 prostatectomías radicales por este método, que es el método quirúrgico de elección en Estados Unidos. También puede realizarse la prostatectomía radical por vía laparoscópica sin la asistencia del robot, es decir, asistida directamente por cirujanos, con muy similares porcentajes de tiempo quirúrgico y complicaciones.
Una revisión sistemática de la Colaboración Cochrane del 2017 analizó la evidencia de estudios en hombres con cáncer de próstata que compararon la prostatectomía radical asistida por robot con la prostatectomía radical abierta y no se encontraron diferencias en la reducción de la mortalidad por este cáncer, la recurrencia o la mortalidad por cualquier causa. La calidad de vida con ambos procedimientos sería similar en relación con su función urinaria y sexual, y parece no haber diferencias en las complicaciones quirúrgicas postoperatorias. La cirugía robótica puede tener un pequeño efecto posiblemente sin importancia sobre el dolor postoperatorio entre el primer día y hasta una semana después. La cirugía robótica se asocia con una hospitalización más corta y con menor requerimiento de transfusiones de sangre.
Un problema común asociado con esta cirugía es la incontinencia o pérdida de orina, que ocurre durante 6 a 12 meses después de la extracción del catéter colocado durante la cirugía. Al usar prostatectomía laparoscópica asistida por robot (RALP), los cirujanos pueden proceder con un abordaje estándar o usar un abordaje que no corte las conexiones de tejido entre la parte frontal de la vejiga y la parte posterior de la pared abdominal, RALP con conservación de Retzius. El RALP con conservación de Retzius probablemente mejore la continencia dentro de una semana después de la extracción del catéter, pero es más probable que deje márgenes quirúrgicos positivos que podrían permitir que el cáncer regrese. El RALP con conservación de Retzius también puede reducir la pérdida de orina entre 3 y 6 meses después de la cirugía, pero a los 12 meses es probable que la continencia sea similar.
Para evitar los efectos secundarios adversos de una prostatectomía radical, los médicos pueden recomendar un tratamiento diferido que puede incluir observación y tratamiento paliativo o monitoreo activo con algunos tratamientos locales según sea necesario. En comparación con la observación y el tratamiento paliativo, la prostatectomía radical probablemente reduce el riesgo de muerte por cualquier motivo, incluida la muerte por cáncer de próstata. Entre la prostatectomía radical y la monitorización activa, es probable que el riesgo de morir por cualquier motivo, incluso por cáncer de próstata, sea el mismo. La cirugía probablemente también reduce el riesgo de que el cáncer se propague o se vuelva más agresivo. Es probable que los problemas de erección y la pérdida de orina sean más probables en los pacientes que se someten a cirugía que en los que reciben monitorización u observación activa.

### Efectos secundarios

#### Riesgos quirúrgicos
Durante la cirugía e inmediatamente después de la cirugía, los riesgos asociados con la prostatectomía radical son similares a los de cualquier tipo de cirugía mayor, incluidos los riesgos de la anestesia. Entre los riesgos más graves se encuentra un bajo riesgo de infarto de miocardio, accidente cerebrovascular, trombosis venosa profunda e infección de la herida quirúrgica. Debido a que la próstata está rodeada por muchos vasos sanguíneos, existe un riesgo de hemorragia postquirúrgica. En casos extremadamente raros, hay pacientes que han muerto por complicaciones de esta operación. El riesgo depende en parte del estado general de salud previo del paciente y de la experiencia del equipo quirúrgico.
El auge de la cirugía mínimamente invasiva y de las nuevas tecnologías, como el sistema quirúrgico robótico Da Vinci®, han permitido obtener excelentes resultados y aspirar a objetivos más ambiciosos. En este contexto emerge la pentafecta como una metodología para reportar los resultados posteriores a la realización de la prostatectomía radical; en ella se incluyen las complicaciones y el estado de los márgenes quirúrgicos junto con la recurrencia bioquímica, la continencia urinaria y la potencia sexual, con resultados alentadores comparados con la técnica tradicional retropúbica.
Márgenes quirúrgicos positivos
Un criterio ampliamente reconocido por la calidad técnica de la prostatectomía radical es la tasa positiva de los márgenes quirúrgicos, y se ha demostrado que esta tasa afecta al riesgo de recurrencia bioquímica después de la cirugía. Un estudio multinacional y multicéntrico de 22 393 pacientes ha demostrado las tasas crudas más bajas de márgenes positivos para PR robótica (13,8%), las tasas para PR laparoscópica (16,3%) y las tasas más altas para PR abierta (22,8%).

#### Incontinencia urinaria
La incontinencia urinaria es particularmente un temido efecto secundario de la PR, ya que puede poner en peligro significativamente la calidad de vida de los pacientes que se someten a la prostatectomía radical. Las ventajas de la cirugía robótica podrían conducir a mejorar los resultados de continencia en términos de recuperación temprana en comparación con los métodos tradicionales de cirugía. En total, se analizaron 252 pacientes. Las tasas de continencia inmediatamente después de la retirada del catéter y en 1 semana, 4 semanas, 12 semanas y 24 semanas después de la prostatectomía radical asistida con robot fueron 71,8%, 77,8%, 89,3%, 94,4% y 98,0%, respectivamente.
El paciente puede desarrollar una incontinencia urinaria, que significa que no puede controlar que se le escape la orina, lo que puede afectarle física, emocional y socialmente.
Hay tres tipos de incontinencia:
- Incontinencia de estrés: En este tipo de incontinencia se produce la pérdida de orina con la tos, la risa, el estornudo o con el ejercicio. Normalmente está causada por problemas del esfínter vesical (la válvula muscular que impide que salga la orina de la vejiga). Los tratamientos del cáncer de próstata pueden dañar los músculos que forman esta válvula o los nervios que controlan a estos músculos. La incontinencia de estrés es la forma más frecuente de incontinencia después de la cirugía de la próstata.

- Incontinencia por rebosamiento: Ocurre en los hombres que aguantan mucho tiempo la orina y se les escapa con los mínimos esfuerzos. Normalmente está causada por bloqueo o estenosis del cuello de la vejiga por el cáncer o por tejido cicatricial.

- Incontinencia de urgencia o imperiosidad urinaria: Ocurre en los hombres que tienen repentina necesidad de ir al aseo para orinar y si no lo consiguen, se orinan encima. Este problema ocurre cuando la vejiga se vuelve demasiado sensible a la distensión provocada por la acumulación de orina.

Para la mayoría de hombres con cáncer de próstata, el control normal de la vejiga ocurre varias semanas o meses después de la prostatectomía radical. No se puede predecir la función urinaria de un paciente después de la cirugía. En un gran estudio que incluía hombres de entre 55 y 74 años, los investigadores encontraron que 2 años después de la prostatectomía radical en varios hospitales:
- El 10 % de los hombres no tenían control vesical o tenían frecuentes pérdidas de orina.
- El 14% presentaba más de dos pérdidas de orina al día.
- El 28 % precisaba llevar pañales para estar seco.

En los grandes centros oncológicos, donde la cirugía de la próstata se realiza con más frecuencia y los urólogos tienen más experiencia en practicar prostatectomías radicales, se presentan menos problemas con la incontinencia. Asimismo, la prostatectomía radical con el robot daVinci ofrece unos resultados mucho mejores, tanto en incontinencia como en impotencia.
Existen unos ejercicios especiales, llamados ejercicios Kegel, para ejercitar los músculos de la vejiga. También hay medicamentos que ayudan a los músculos de la vejiga y del esfínter vesical. A veces puede inyectarse colágeno u otra sustancia quirúrgica para que actúe de válvula. Si la incontinencia es severa y persistente, se puede implantar quirúrgicamente un esfínter artificial.
Si la incontinencia no ha sido completamente corregida, no solo es un problema físico, sino también es un problema que disminuye mucho la calidad de vida, al impedir la realización de actividades de la vida diaria, sobre todo de ocio.
Existen varias soluciones de la incontinencia para que el paciente pueda llevar una vida lo más normal posible. Una de ellas son los pañales que se llevan debajo de la ropa. A la hora de elegir un pañal, hay que tener en cuenta lo que absorbe, lo que abulte, si se puede llevar debajo de la ropa, si es desechable o reutilizable, si es confortable, si se puede caminar con él y cuánto dinero cuesta. 
También hay colectores peneanos, parecidos a un condón, que se colocan en el pene y están conectados a un catéter que recoge la orina. Para otros tipos de incontinencia, el sondaje vesical por el propio paciente puede ser una opción, ya que es una técnica fácil e indolora. 
El paciente debe tomar algunas medidas para que la incontinencia no cause tantos problemas. Por ejemplo: vaciar la vejiga antes de irse a la cama o antes de realizar un ejercicio intenso, no beber mucho líquido, especialmente si contiene cafeína o alcohol.

#### Impotencia
La impotencia, conocida también como disfunción eréctil, es la incapacidad de tener una erección suficiente como para realizar una penetración vaginal. Los nervios que controlan la erección pueden ser dañados o extirpados en la prostatectomía radical. La radioterapia y la criocirugía también pueden dañar estos nervios. 
Durante los primeros 3 o 12 meses después de la prostatectomía radical, probablemente se recuperen las erecciones espontáneas. Asimismo es probable que el paciente necesite tomar medicamentos u otros tratamientos si quiere tener una erección. La capacidad de alcanzar una erección después de esta operación, depende de la edad y de la conservación de las bandeletas nerviosas de la próstata. 
En algunos centros que practican muchas prostatectomías radicales preservando las bandeletas nerviosas de la próstata, informan de bajas tasas de impotencia entre el 25 y el 30% en hombres de 60 años. Sin embargo, otros médicos comunican tasas de impotencia más altas en pacientes similares. La impotencia aparece entre el 70 y el 80% de los hombres, incluso si se conservan ambas bandeletas nerviosas. Los mejores resultados quirúrgicos en cuanto a la impotencia, se obtienen con el robot daVinci, ya que la preservación de bandeletas nerviosas es mucho menos complicada.
Para aquellos que tienen dificultades con las erecciones después de una prostatectomía, tomar medicamentos de manera programada puede resultar en una tasa y calidad de erecciones autoinformadas similares a las de tomar medicamentos según sea necesario. También puede haber tasas similares de efectos secundarios graves para ambos tipos de uso de medicamentos. Para la mayoría de los hombres con enfermedad limitada a un órgano, una técnica de "preservación de los nervios" más limitada puede ayudar a reducir la incontinencia urinaria y la impotencia.

## Radioterapia
La radioterapia usa rayos X de alta energía (megavoltage) o partículas para eliminar células cancerígenas. La radiación trata el cáncer de bajo grado que está confinado en la próstata o que solo ha invadido tejido vecino. Las tasas de curación de la radioterapia son similares a las obtenidas con la prostatectomía radical. Si la enfermedad está más avanzada, la radiación puede servir para disminuir el tamaño del tumor y proporcionar alivio de síntomas actuales o futuros. Tradicionalmente se ha reservado la radioterapia como tratamiento de primera línea en los varones de entre 70 y 80 años de edad con cáncer de próstata y con otros problemas de salud que contraindican la cirugía.
Existen dos formas principales de radioterapia, la radioterapia externa y la braquiterapia.

### Radioterapia externa

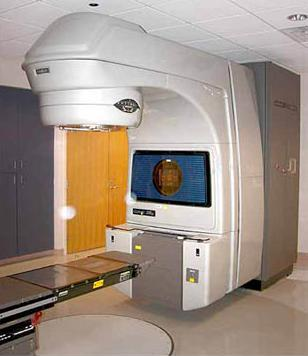
La radioterapia externa se efectúa con un acelerador lineal como el de la imagen.

La radiación es enfocada hacia la glándula prostática desde una fuente externa al cuerpo, generalmente un acelerador lineal de electrones. Antes de empezar el tratamiento, hacen falta pruebas de imagen como RMN o TAC de la pelvis para localizar exactamente la glándula prostática. 
El equipo de radioterapia hará unas marcas con rotulador en la piel del paciente que servirán como guía para una correcta dirección de la radiación hacia el volumen que se quiera tratar. El paciente estará en tratamiento durante cinco días cada semana de lunes a viernes, durante siete a ocho semanas. 
Actualmente existen nuevas formas de radioterapia externa que prometen incrementar las tasas de curación y reducir los efectos secundarios (radioterapia radical):
- Radioterapia externa conformada en tres dimensiones (3DCRT): Emplea computadoras especiales para precisar exactamente la localización de la próstata (planificación virtual 3D). El paciente es colocado en decúbito supino, ajustado en un molde plástico que reproduce el contorno del cuerpo que inmoviliza al paciente y que sirve para proporcionar más exactitud a la radioterapia. Los campos de radiación son dirigidos en varias direcciones. Sin embargo, este procedimiento es relativamente nuevo, los resultados a corto plazo sugieren que es un tipo de radioterapia estándar y efectiva. En teoría, si se dirige la radiación más exactamente al volumen que se quiere irradiar, se puede reducir el daño en los tejidos vecinos de la próstata y se puede curar el cáncer incrementando la dosis de radiación sobre la próstata. Con esta técnica se puede alcanzar hasta 76 Gray en la próstata. Se necesitan resultados a largo plazo para confirmar estas suposiciones.

- Radioterapia por intensidad modulada (IMRT): Es una forma avanzada de 3D CRT. Además de dirigir los campos de radiación en varias direcciones, la intensidad o la fuerza de los campos (haz de radiación) puede ser ajustada para minimizar la dosis de radiación que llega a los órganos sensibles (recto y vejiga), alcanzando una uniformidad de alta dosis de radiación en el cáncer. Con esta técnica se podrían alcanzar hasta 90 Gy en la próstata. Se estima que a mayor dosis alcanzada en la próstata, mayores posibilidades de curación a largo plazo se obtendrían con la radioterapia.

- Radioterapia conformada con protones: Es una técnica similar a las anteriores, pero en lugar de utilizar rayos X (fotones), emplea haces de protones dirigidos contra el cáncer. Los protones son partes de los átomos que causan poco daño en los tejidos a través de los que pasan, pero que son efectivos eliminando células al final de su trayecto. Esto significa que los campos de radiación de protones pueden liberar más radiación en la próstata, reduciendo los efectos tóxicos en los tejidos vecinos. Como con la 3DCRT, los resultados preliminares son prometedores, pero todavía no se han demostrado las ventajas a largo plazo de la radioterapia externa con protones.

El uso de hipofraccionamiento (menos dosis grandes de radiación diaria) para tratar el cáncer de próstata localizado, puede mejorar la conveniencia y el uso de recursos. En 2019 Colaboración Cochrane realizó una revisión sistemática y los hallazgos sugieren que el hipofraccionamiento moderado produjo resultados oncológicos similares en términos de supervivencia específica de enfermedad, libre de metástasis y global.
Actualmente está establecida la radioterapia externa exclusiva en los cánceres de próstata precoz (T1 y T2) y la radioterapia junto con bloqueo androgénico neoadyuvante, concomitante y durante largo periodo después de la radioterapia en estadios avanzados (T3). El inicio y la duración de la hormonoterapia que se administra con la radioterapia aún no están completamente establecidos, pero se cree que debería comenzarse unos 3 meses antes del inicio de la radioterapia y prolongarse durante al menos 6 meses, incluso hasta 3 años.
La radioterapia externa también se usa para calmar el dolor de huesos cuando el cáncer se ha extendido sobre un área específica de hueso (radioterapia paliativa).

#### Efectos secundarios
Durante el tratamiento con radioterapia, pueden aparecer diarrea, algunas veces con sangre en las heces, incontinencia rectal e irritación intestinal. Ocasionalmente la función rectal no vuelve a su normalidad una vez que finaliza la radioterapia. En un estudio, entre el 10 y el 20% referían problemas intestinales, como dolor, quemazón y diarrea después de concluir la radioterapia. Con las nuevas técnicas de conformación en tres dimensiones y de IMRT, se pretende disminuir estas complicaciones. 
También pueden aparecer polaquiuria, disuria y hematuria. Los problemas vesicales persisten en alrededor de un tercio de los pacientes, siendo el problema más frecuente la polaquiuria. Entre el 2 y el 5% de los hombres tratados con radioterapia externa refieren el uso de pañales a largo plazo por su incontinencia urinaria. La impotencia no ocurre inmediatamente después de la radioterapia, pero se desarrolla gradualmente a partir de un año. Entre el 30 y el 60% de los hombres se vuelven impotentes a los dos años de finalizar la radioterapia. Ocurre de diferente manera a lo que pasa con la cirugía, donde la disfunción eréctil sucede inmediatamente después de la prostatectomía radical. Un reciente estudio realizado en hombres impotentes tras la radioterapia por cáncer de próstata, encontró que la mitad de los hombres conseguían erecciones tras la administración de Viagra.

### Braquiterapia o radioterapia interna
La braquiterapia utiliza pequeñas bolitas o “semillas” radioctivas, cada una más pequeña que un grano de arroz, que se colocan directamente en el interior de la próstata. Se necesitan pruebas de imagen como ecografía transrectal, TAC o RMN para ayudar a guiar la localización exacta del material radiactivo. Unos programas informáticos especiales calculan la dosis exacta de radiación que se necesita, y con estos cálculos el cáncer puede recibir toda la dosis y los tejidos vecinos apenas reciben dosis de radiación. Hay dos tipos de braquiterapia prostática.

#### Braquiterapia permanente con semillas
Los materiales radiactivos son isótopos como el yodo125 o el paladio103, que se colocan dentro de agujas, que se insertan a través de la piel del periné, hasta llegar a la próstata donde se depositan. Al perfeccionarse las imágenes que ofrecen una visión tridimensional de la próstata por ecografía transrectal, se puede conseguir en el mismo momento de la inserción de las agujas el reparto más homogéneo de las semillas en la glándula, con una uniformidad de dois que engloba a toda la próstata y que alcanza los 150 Gy en 6 meses. Las semillas permanentes liberan baja dosis de radiación durante semanas o meses. Normalmente se insertan entre 40 y 100 semillas. Debido a que las semillas son pequeñas, solo producen un poco de molestias y no hay que tomar medidas especiales de protección radiactiva. Este tipo de radioterapia requiere anestesia espinal o general y solo un día de hospitalización. También se puede recibir radioterapia externa con braquiterapia, sobre todo si hay riesgo de que el cáncer haya sobrepasado los límites de la próstata o si presenta un Gleason alto. Actualmente las recomendaciones de la braquiterapia permanente con semillas radiactivas es: varón mayor de 60 años, PSA menor de 10, Gleason menor o igual de 6 y volumen prostático inferior de 40 ml.

#### Braquiterapia temporal de alta tasa de dosis (HDR)
Es una nueva técnica que consiste en la inserción de varias agujas huecas en el interior de la próstata, a través de las cuales recorre el iridio-192 radioctivo, normalmente durante 5 a 15 minutos. Generalmente se necesitan alrededor de 3 sesiones, una cada semana. Este tratamiento es combinado normalmente con radioterapia externa, ya que con la HDR se consigue baja dosis y para aumentarla se necesitarían varias sesiones. La dosis total de radiación es suficiente para eliminar a las células cancerosas. La ventaja de esta técnica es que se consigue más radiación concentrada en la próstata, liberando a la uretra y los tejidos de alrededor como son el recto, la vejiga y los nervios. Alrededor de una semana después de la inserción de las agujas, puede haber dolor en el área perineal y que la orina puede ser rojiza marrón durante un tiempo.

#### Efectos secundarios
La braquiterapia puede producir también impotencia e incontinencia urinaria. Problemas intestinales importantes a largo plazo como tenesmo rectal, proctalgia o diarrea, ocurre en menos del 5% de los pacientes. Incontinencia urinaria severa es un efecto secundario infrecuente. Pero la polaquiuria, puede persistir en un tercio de los pacientes tratados con braquiterapia, que es debido quizá a irritación de la uretra. La impotencia después de la braquiterapia ocurre entre un 20 y un 40%. 
El Estroncio-89 y Samario-153 son radiofármacos que pueden ser usados para tratar el dolor de huesos causado por metástasis del cáncer de próstata. Se inyectan por vía intravenosa y se depositan en las áreas de los huesos que contienen cáncer. La radiación liberada elimina células cancerosas  y alivia el dolor causados por las metástasis óseas. Alrededor del 80% de los pacientes con dolor por metástasis óseas por el cáncer de próstata, se benefician de este tratamiento. Si el cáncer de próstata se ha diseminado por muchos huesos, es mejor probar con esta técnica que con la radioterapia externa. En algunos casos, se puede usar junto con radioterapia externa sobre la metástasis ósea más dolorosa.

## Bloqueo hormonal androgénico

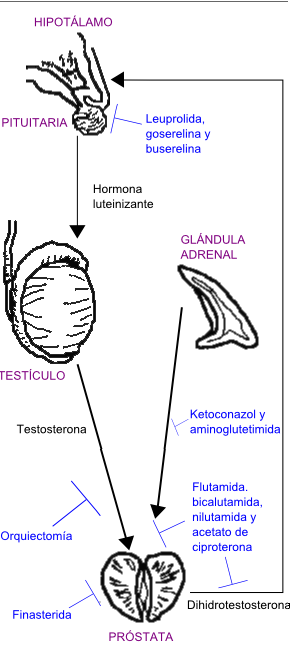
El diagrama muestra los distintos órganos (texto en violeta), hormonas (texto y flechas negras), y tratamientos (texto y flechas azules) en el tratamiento.

El objetivo del tratamiento hormonal es disminuir los niveles de hormonas masculinas, los andrógenos. El principal andrógeno se llama testosterona. Los andrógenos, producidos sobre todo en los testículos, promueven el crecimiento de las células cancerosas de la próstata. Cuando los niveles de andrógenos son bajos, los cánceres de próstata se reducen y crecen más lentamente. Pero el tratamiento hormonal no cura el cáncer ni es substituto de un tratamiento curativo.[cita requerida]
El tratamiento homonal puede aplicarse en varias situaciones:
- Como primera línea (tratamiento inicial o primario o principal) si el paciente no está preparado para una cirugía o radioterapia o no puede ser curado con estos tratamientos porque el cáncer ha sobrepasado los límites de la próstata.
- Después de un tratamiento inicial, como cirugía o radioterapia, si el cáncer persiste o hay recaída.
- Junto con radioterapia como tratamiento inicial (terapia adyuvante) en ciertos grupos de hombres que tienen alto riesgo de recurrencia.
- Algunos médicos están ensayando el tratamiento hormonal antes de la cirugía o la radioterapia (tratamiento neoadyuvante), con el objetivo de reducir el cáncer y poder hacer el tratamiento primario más efectivo. La efectividad de este procedimiento todavía no está demostrada, pero parece que es superior con radioterapia.
- Algunos médicos piensan que el tratamiento con bloqueo hormonal es más efectivo si se empieza tan pronto como sea posible, una vez que el cáncer se ha diagnosticado en un estadio avanzado, pero no todos los médicos están de acuerdo.
- Tradicionalmente se ha reservado el bloqueo androgénico completo para varones mayores de 80 años con cáncer de próstata sintomático o avanzado.
- En los hombres con cáncer de próstata metastásico sensible a las hormonas, los médicos pueden recomendar agregar quimioterapia basada en taxanos (docetaxel) a la terapia hormonal.[17] Es probable que esta combinación mejore la supervivencia general y específica del cáncer al desacelerar la propagación del cáncer. Sin embargo, la quimioterapia basada en taxanos puede causar un aumento de los efectos secundarios.[17]
- El acetato de abiraterona fue aprobado por la FDA en abril de 2011 para el tratamiento del cáncer de próstata resistente a la castración en pacientes que no han respondido al tratamiento con docetaxel. El acetato de abiraterona inhibe una enzima conocida como CYP17, que se usa en el cuerpo para producir testosterona.[18] Una revisión del 2020 mostró que cuando se usa acetato de abiraterona en combinación con terapia hormonal, se mejora la supervivencia general de los hombres con cáncer de próstata y también aumenta el riesgo de efectos secundarios graves y potencialmente mortales que conducen a la interrupción del tratamiento con estos medicamentos.[19]

Hay varios métodos de tratamiento del bloqueo androgénico.
Cuando el tratamiento hormonal es apropiado, los médicos pueden optar por comenzar el tratamiento temprano, inmediatamente después de hacer el diagnóstico, o esperar hasta que el cáncer haya comenzado a crecer. Para los hombres con cáncer de próstata avanzado, el tratamiento hormonal temprano probablemente reduce el riesgo de morir por cualquier causa, incluida la muerte por cáncer de próstata sin afectar gravemente la calidad de vida. Sin embargo, el tratamiento temprano puede provocar más cansancio y debilidad cardíaca.

### Orquiectomía bilateral
Este es probablemente el tratamiento más económico y simple para reducir la producción de andrógenos. En esta operación, el urólogo extirpa los testículos, donde se produce el 90% de los andrógenos. Al extirparse esta fuente de andrógenos, muchos cánceres de próstata reducen su tamaño. A pesar de ser un procedimiento sencillo, muchos hombres, sin embargo, no aceptan la extirpación de sus testículos. 
Alrededor del 90% de los hombres que se someten a esta operación reducen la libido y presentan impotencia. Algunos también experimentan: acaloradas o sofocos que normalmente remiten con el tiempo, ginecomastia, mastalgia, osteoporosis, anemia, disminución de la agudeza mental, disminución de la masa muscular, aumento de peso, fatiga y disminución del colesterol HDL.

### Análogos de la hormona liberadora de hormona luteinizante (LHRH o GnRH)
Aunque los análogos de la LHRH (también llamados agonistas de la LHRH o análogos de la hormona liberadora de gonadotropinas) son mucho más caros y requieren revisiones médicas, la mayoría de los hombres prefieren este método antes que la orquiectomía. Estos medicamentos disminuyen los niveles de testosterona de una forma tan efectiva como la orquiectomía. Los análogos de la LHRH se inyectan por vía intramuscular cada mes, cada trimestre o cada seis meses. Los análogos LHRH disponibles en España son leuprorelina, goserelina,ref>Zoladex</ref> triptorelina y buserelina.
Los efectos secundarios son similares a los de la orquiectomía bilateral. Cuando se administran por primera vez estos análogos de la LHRH, se incrementa brevemente la producción de la testosterona antes de la disminución a niveles muy bajos. Este “efecto flare-up” es la expresión del complejo mecanismo de actuación de los análogos de la LHRH, que se resuelve pautando un antiandrógeno durante 7 o 15 días para mitigar este efecto producido por esta rápida elevación.

### Antiandrógenos
Son drogas que bloquean la acción de los andrógenos. Incluso después de una orquiectomía bilateral o durante el tratamiento con análogos de la LHRH, una pequeña parte de los andrógenos se produce en las glándulas suprarrenales. Son fármacos de este tipo la flutamida (Eulexin ®) y bicatulamida, que se administran todos los días por vía oral. Los antiandrógenos se administran normalmente en combinación con la orquiectomía o con análogos de la LHRH. Esta combinación se llama bloqueo androgénico completo (BAC) o bloqueo androgénico máximo (BAM). Todavía existen algunas controversias sobre si la efectividad del BAC es mayor que la orquiectomía o los análogos de la LHRH solos. Si existe beneficio, este es pequeño. Hay varios estudios recientes que comparan la efectividad de los antiandrógenos solos con los agonistas de la LHRH. La mayoría no encuentran diferencias en las tasas de supervivencia, pero algunos aseguran que los antiandrógenos son ligeramente menos efectivos.
Los efectos secundarios son similares a los de la orquiectomía. El efecto secundario más frecuente es la diarrea, a veces náuseas, problemas hepáticos y cansancio. 
Hay otras drogas antiandrogénicas. El dietilestilbestrol (DES) está químicamente relacionado con las hormonas femeninas estrogénicas, siendo una importante alternativa a la orquiectomía en los hombres con cáncer de próstata. La disminución máxima de la testosterona en plasma se consigue con 3 mg/día de DES. Debido a sus potenciales efectos secundarios, como la trombosis venosa o la ginecomastia, el uso del DES es desplazado por los análogos de la LHRH y los antiandrógenos. El ketoconazol es un antimicótico o antifúngico que bloquea la producción de andrógenos. El megestrol es un esteroide que también puede resultar eficaz. Cualquiera de estos fármacos puede usarse si otros tratamientos hormonales no son efectivos a largo plazo.

### Supresión androgénica intermitente
Debido a que la mayoría de los cánceres de próstata tratados con supresión androgénica se vuelven resistentes al cabo de meses o años, algunos médicos creen que la supresión androgénica constante no es necesaria y por eso recomiendan un tratamiento intermitente. Con esta forma de tratamiento intermitente, la supresión androgénica se suspende cuando el nivel de PSA en la sangre deja de descender. Si el nivel de PSA vuelve a aumentar, se instaura de nuevo el tratamiento antiandrogénico. Otra forma de tratamiento intermitente consiste en administrar la supresión androgénica  durante un período fijo, por ejemplo, durante seis meses y suspenderlo durante otros seis. Actualmente están realizándose ensayos clínicos de tratamiento hormonal intermitente y todavía es pronto para saber si este tipo de tratamiento es mejor que el tratamiento hormonal continuo. Sin embargo, una ventaja del tratamiento intermitente para algunos hombres es que pueden estar libres de efectos secundarios, como la impotencia, los sofocos y la pérdida de libido.

### Complicaciones
La gran mayoría de pacientes tratados con terapia de privación de andrógenos desarrollarán cáncer resistente a la castración (CRPC). Debido a que la enfermedad invariablemente se adapta y progresa desencadenando estados de enfermedad clínica que van desde pacientes con recurrencia bioquímica de PSA hasta aquellos con cáncer de próstata metastásico. Debido a ello se pueden presentar las siguientes condiciones: 

#### Cáncer de próstata sensible a la castración (CSPC)
Este tipo de cáncer se puede controlar mediante la reducción de los niveles de testosterona en el cuerpo. Los niveles bajos de testosterona se pueden conseguir mediante una orquiectomía o administrando un agonista o un antagonista de LHRH.

#### Cáncer de próstata resistente a la castración (CRPC)
Se caracteriza porque el tumor sigue creciendo a pesar de que los niveles de testosterona están tan bajos debido a la castración. Se han identificado algunos subtipos clínicos de CRPC, el no metastásico caracterizado por el aumento de PSA y el metastásico con propagación nodal, ósea y visceral. Los tratamientos para los pacientes con CRPC son limitados y se basan en terapias hormonales avanzadas y quimioterapia con taxanos. El cáncer de próstata resistente a la castración metastásica es impulsado por la señalización del receptor de andrógenos incluso otras alteraciones también pueden estar presentes o surgir durante la resistencia a la terapia, como las aberraciones genéticas de reparación del ADN o la pérdida combinada de genes supresores de tumores.

### Efectos secundarios
El bloqueo hormonal androgénico produce osteoporosis con riesgo de fractura, tasas elevadas de diabetes, síndrome metabólico, riesgo cardiovascular, disfunción sexual y sofocos.

### Implicaciones genéticas y genómicas
Los estudios moleculares a nivel genético y genómico son ideales para analizar la respuesta a las diferentes terapias como tratamiento del cáncer de próstata para encontrar dianas terapéuticas. Incluso, los análisis moleculares nos podrían proporcionar biomarcadores genómicos asociados con el comportamiento de la enfermedad y la sensibilidad a los medicamentos. En un estudio de cáncer de próstata metastásico encontraron que pacientes que recibieron diferentes combinaciones de tratamientos hormonales y de quimioterapia presentaban varias mutaciones recurrentes en genes transportadores de solutos (SLC). Los genes SLC son de interés terapéutico, ya que participan en la absorción y el transporte de fármacos a las células y en resistencia terapéutica.
Otros genes también pueden estar implicados en la respuesta al tratamiento como: 
- NCAPG forma parte del complejo de condensación y se ha relacionado con la patogénesis del CRPC
- LGALS3 es miembro de las proteínas de galectina implicadas en la apoptosis, inmunidad y adhesión, y es vinculado a la resistencia al tratamiento de próstata de cáncer
- CAPN2 es una proteasa de cisteína intracelular que promueve la proliferación celular y la invasión en las líneas celulares CRPC
- WWC1 gen regulador encontrado en líneas celulares de cáncer de próstata resistentes a los anti andrógeno

Entre los genes mencionados anteriormente se identificaron que algunos de ellos como CAPN2 y LGALS3 estaban correlacionadas con una supervivencia deficiente.

## Quimioterapia
Algunas veces se recurre a la quimioterapia si el cáncer de próstata está extendido fuera de la glándula prostática y el tratamiento hormonal no hace efecto (hormonorresistencia). En la "quimioterapia sistémica" se administran drogas por vía intravenosa o por vía oral. Estos fármacos entran en el torrente sanguíneo y alcanzan todas las partes del cuerpo, haciendo que esta terapia sea potencialmente eficaz en los cánceres que han metastatizado (que se han extendido hacia órganos distantes de la próstata).
El objetivo de este tratamiento no es eliminar todas las células cancerosas, pero puede disminuir el crecimiento del cáncer y reducir el dolor. Se obtiene respuesta parcial objetiva entre el 10 y el 40% de los casos. La quimioterapia no está indicada en caso de cáncer de próstata precoz. Las drogas de la quimioterapia que se usan en el cáncer de próstata que ha vuelto a crecer y a extenderse después de un tratamiento hormonal son:
- Doxorubicina.[35]
- Estramustina[36]
- Etoposido o VP16.[37]
- Mitoxantrone.[38]
- Vinblastina.[39]
- Vinorelbina.[40]
- Placlitaxel[41]
- Docetaxel[42]
- Carboplatino[43]

A veces se administran dos o más fármacos juntos para mejorar la efectividad. La adición de un corticoide, como es la prednisona, también puede ser efectivo. La quimioterapia elimina las células cancerosas pero también daña algunas células normales, por lo que puede producir efectos secundarios. 

### Efectos secundarios
Dependen sobre todo del tipo de droga usada, de la dosis y de la duración del tratamiento. Los efectos secundarios temporales son náuseas y vómitos, anorexia, alopecia y lesiones en la boca (mucositis). Debido a que la quimioterapia daña la producción de sangre en la médula ósea, el recuento de células sanguíneas puede ser bajo. Por eso puede aumentar la probabilidad de infecciones, por disminución de leucocitos, hemorragias importantes con pequeñas heridas, por disminución de plaquetas, y cansancio a consecuencia de la disminución de glóbulos rojos. La mayoría de estos efectos desaparecen cuando se suspende el tratamiento. Pero hay remedios para calmar estos efectos secundarios temporales, como son los antieméticos, o drogas que estimulan la producción de células sanguíneas.

## Otros tratamientos

### Criocirugía
La criocirugía, también llamada crioterapia, se usa algunas veces para tratar el cáncer de próstata localizado, congelando las células con una sonda de metal. A través de una sonda vesical se hace circular agua salada tibia para protegerla de la congelación. La sonda de metal se introduce en la próstata a través de una incisión en la piel del periné guiada por ecografía transrectal. Se requiere anestesia epidural o general durante este procedimiento.
La apariencia de los tejidos prostáticos  en las imágenes ecográficas cambia con la congelación. Para estar seguro de que se destruye el suficiente tejido prostático sin dañar demasiado a los tejidos vecinos, el urólogo observa cuidadosamente las imágenes de la ecografía durante este procedimiento. Esta técnica precisa también de la colocación de un catéter suprapúbico a través de una incisión en la piel del abdomen hasta la vejiga para vaciarla de orina, mientras la próstata está inflamada por la congelación. El catéter se retira al cabo de una o dos semanas. Después de este procedimiento, puede haber algunas molestias en el área donde fueron insertadas las sondas. El paciente debe estar ingresado en el hospital uno o dos días. 
La criocirugía es menos invasiva, presenta una menor pérdida de sangre, una corta hospitalización, un corto periodo de recuperación y menos dolor que la prostatectomía radical. Pero comparado con la cirugía o la radioterapia, se conoce mucho menos a largo plazo de la efectividad de esta técnica. Las técnicas actuales que usan la guía de la ecografía transrectal y que monitorizan con precisión la temperatura, solo están disponibles desde hace pocos años. Se necesita largo seguimiento (de 10 a 15 años), para recoger y analizar los datos, por lo que muchos médicos aún consideran la criocirugía como un tratamiento experimental.
Una revisión sistemática de 2018 evaluó los efectos de la crioterapia (glándula completa o focal) en comparación con otras intervenciones, para el tratamiento primario del cáncer de próstata no metastásico clínicamente localizado (cT1‐T2) o localmente avanzado (cT3). Según evidencia de muy baja calidad, existen muchas incertidumbres sobre los efectos de la criocirugía comparada con la radioterapia sobre el tiempo transcurrido hasta la muerte por cáncer de próstata, la calidad de vida y los eventos adversos graves.

#### Efectos secundarios
La congelación lesiona los nervios cercanos a la próstata y causa impotencia en la mayoría de los hombres sometidos a criocirugía. Esta complicación ocurre con la misma frecuencia que en la prostatectomía radical. Además la congelación puede dañar la vejiga, los intestinos, producir dolor, sensación de quemazón y la necesidad de orinar o defecar continuamente. La formación de una fístula entre el recto y la vejiga ocurre en alrededor del 2% de los hombres después de la criocirugía y requiere una reparación quirúrgica. Alrededor del 50% refieren hinchazón en el pene o en el escroto después de la criocirugía, normalmente durante dos semanas, y la mayoría de los hombres recuperan la función normal de recto y vejiga.

### HIFU: Ultrasonidos focalizados de alta intensidad transrectales (Ablatherm)
El Ablatherm es un dispositivo médico pilotado mediante un ordenador, diseñado para tratar el cáncer de próstata localizado usando ultrasonidos focalizados de alta intensidad (HIFU). Se libera la energía a través de una sonda endorrectal. Las ondas de ultrasonidos viajan a través de las paredes del recto sin dañarlo y son enfocadas sobre la próstata. Este enfoque produce un calentamiento intenso y provoca la destrucción del tejido que está dentro del área tratada sin dañar los tejidos circundantes. El tratamiento (1 a 3 horas) puede llevarse a cabo bajo anestesia epidural. Este tratamiento es aún experimental y se necesitan más estudios para incluirlo dentro de las opciones de tratamiento.[cita requerida]

## Opciones de tratamiento según estadio
El estadio del cáncer de próstata es uno de los factores más importantes para decidir el tratamiento más idóneo. Las opciones de tratamiento están basadas en el sistema AJCC (TNM):
Estadio I: Si el paciente no presenta ningún síntoma del cáncer de próstata, es mayor o tiene algún problema importante de salud, mantener una conducta expectante es la mejor opción. Si el paciente es joven y presenta buen estado de salud, hay que considerar la prostatectomía radical o la radioterapia, especialmente si la puntuación Gleason o el PSA no es muy bajo.
Estadio II: Comparado con el estadio I, los cánceres del estadio II tienen tendencia a crecer rápidamente y a extenderse fuera de la próstata y provocar síntomas. Como en el estadio I, la conducta expectante con seguimiento del PSA es a menudo una buena opción para los hombres que no tienen síntomas, especialmente si son mayores o tienen otros problemas de salud importantes. Las opciones de tratamiento para los hombres más jóvenes y con buena salud incluyen:
- Prostatectomía radical, a menudo extirpando los ganglios linfáticos pélvicos, algunas veces precedida por tratamiento hormonal.
- Radioterapia externa sola.
- Braquiterapia sola.
- Braquiterapia y radioterapia externa combinada (las dos formas de radioterapia pueden ir acompañadas de 3 a 6 meses de supresión androgénica).
- Criocirugía (comparada con la cirugía o con la radioterapia, la efectividad a largo plazo es mucho menos conocida).

Estadio III: Las opciones de tratamiento incluyen: 
- Conducta expectante para los hombres mayores en los que el cáncer no produce síntomas o que tienen problemas importantes de salud.
- Prostatectomía radical en casos seleccionados, sin conservación de las bandeletas nerviosas, a menudo con la extirpación de los ganglios linfáticos pélvicos, algunas veces precedida por tratamiento hormonal.
- Radioterapia externa sola.
- Braquiterapia y radioterapia externa combinada.
- Tratamiento hormonal de supresión androgénica solo.
- Radioterapia más supresión androgénica (las dos formas de radioterapia pueden ir acompañadas entre 3 y 6 meses de tratamiento hormonal).

Estadio IV: Las opciones de tratamiento incluyen:
- Tratamiento de supresión androgénica.
- Radioterapia externa junto con tratamiento de supresión androgénica.
- Resección transuretral para calmar síntomas como sangrado u obstrucción urinaria.
- Conducta expectante si el paciente es mayor y el cáncer no produce síntomas o el paciente presenta otros problemas más importantes de salud.
- Si los síntomas no se alivian con el tratamiento estándar y el cáncer continúa creciendo y extendiéndose, la quimioterapia puede ser una opción. El paciente puede ser incluido en un ensayo clínico. El tratamiento del estadio IV incluye tratamiento paliativo para aliviar los síntomas como el dolor de huesos.

Cáncer de próstata recurrente: Si el cáncer recae después de la cirugía o de la radioterapia, el siguiente tratamiento dependerá de las terapéuticas efectuadas hasta ese momento. Si el paciente ha sido tratado con prostatectomía radical y el cáncer recidiva solo en un área pequeña, se puede optar por la radioterapia externa. Si el tratamiento inicial fue la radioterapia y el cáncer recidiva, la prostatectomía radical puede ser una opción en casos seleccionados debido al alto riesgo de potenciales efectos secundarios, por lo que el tratamiento alternativo será la hormonoterapia de supresión androgénica.
Cáncer de próstata metastásico: Si el cáncer se ha extendido a otras partes del cuerpo, el paciente debe recibir tratamiento hormonal antiandrogénico. El dolor de huesos puede ser tratado con radioterapia externa, con radiofármacos y con bifosfonatos. La quimioterapia y otros tratamientos incluidos dentro de un ensayo clínico también deben tenerse en cuenta. Para los hombres con cáncer de próstata y metástasis óseas, el ácido zoledrónico (un bisfosfonato) y el denosumab (un inhibidor del ligando RANK) parecen ser los más eficaces para prevenir las complicaciones esqueléticas. Sin embargo, estos agentes también parecen causar eventos adversos frecuentes y graves, esto incluye  la insuficiencia renal para el tratamiento con ácido zoledrónico y la osteonecrosis mandibular con denosumab.